# Berberis jinshajiangensis
Berberis jinshajiangensis là một loài thực vật có hoa trong họ Hoàng mộc. Loài này được X.H.Li mô tả khoa học đầu tiên năm 2007.